# Маррей (округ, Джорджія)
Шаблон:StateAbbr_ 34°47′ пн. ш. 84°45′ зх. д. / 34.78° пн. ш. 84.75° зх. д.
Округ Маррей (англ. Murray County) — округ (графство) у штаті Джорджія, США. Ідентифікатор округу 13213.

## Історія
Округ утворений 1832 року.

## Демографія
За даними перепису
2000 року
загальне населення округу становило 36506 осіб, зокрема міського населення було 10045, а сільського — 26461.
Серед мешканців округу чоловіків було 18242, а жінок — 18264. В окрузі було 13286 домогосподарств, 10261 родин, які мешкали в 14320 будинках.
Середній розмір родини становив 3,1.
Віковий розподіл населення поданий у таблиці:
| Стать    | До 15 років | 15-21 | 22-29 | 30-39 | 40-49 | 50-65 | 65-85 | Понад 85 |
| -------- | ----------- | ----- | ----- | ----- | ----- | ----- | ----- | -------- |
| Чоловіки | 4447        | 1831  | 2239  | 3160  | 2634  | 2729  | 1128  | 74       |
| Жінки    | 4182        | 1774  | 2193  | 3079  | 2574  | 2742  | 1525  | 195      |

## Суміжні округи
- Полк, Теннессі — північний схід
- Феннін — схід, північний схід
- Гілмер — схід
- Гордон — південь
- Вітфілд — захід
- Бредлі, Теннессі — північний захід

## Виноски
1. ↑  U.S. Decennial Census. United States Census Bureau. Архів оригіналу за 4 квітня 2018. Процитовано 24 червня 2014.
2. ↑  Historical Census Browser. University of Virginia Library. Архів оригіналу за 11 серпня 2012. Процитовано 24 червня 2014.
3. ↑  Population of Counties by Decennial Census: 1900 to 1990. United States Census Bureau. Архів оригіналу за 2 лютого 2019. Процитовано 24 червня 2014.
4. ↑  Census 2000 PHC-T-4. Ranking Tables for Counties: 1990 and 2000 (PDF). United States Census Bureau. Архів оригіналу (PDF) за 18 грудня 2014. Процитовано 24 червня 2014.
5. ↑  State & County QuickFacts. United States Census Bureau. Архів оригіналу за 2 липня 2011. Процитовано 24 червня 2014.(англ.) Наведено за англійською вікіпедією.
6. ↑  American FactFinder. Бюро перепису населення США. Архів оригіналу за 26 лютого 2012. Процитовано 31 січня 2008.

| США | Це незавершена стаття з географії США. Ви можете допомогти проєкту, виправивши або дописавши її. |